# Levendel Júlia
Levendel Júlia (Budapest, 1944. március 23. –) magyar író, lapszerkesztő.

## Életpályája
1962–1967 között az Eötvös Loránd Tudományegyetem Bölcsészettudományi Karán szerezte diplomáját magyar-pszichológia szakon. 1970 óta a Magyar Tudományos Akadémia Irodalomtudományi Intézetének munkatársa. 1971-től a Petőfi Irodalmi Múzeum munkatársa. 1972–1975 között a Pest Megyei Hírlap szerkesztője volt. 1975–1979 között a Magvető Könyvkiadónál dolgozott. 1979-1985 között a Képzőművészeti Főiskola adjunktusa volt. 1986–1987-ben a Gorkij Könyvtár főmunkatársa volt. 1986–1991 között a Magyar Családi Kalendárium szerkesztőjeként dolgozott. 1986-ban a betiltott és bezúzott, 1988-tól az újra megjelenő Liget című folyóirat felelős szerkesztője. 1989 óta a Liget Könyvek szerkesztője. 2008-tól a Szitakötőnél szerkesztő.
Munkái regények, novellák, esszék és rádiójátékok. Könyveket írt Karinthy Frigyesről, Kosztolányi Dezsőről, Csehovról és Vörösmarty Mihályról.

## Családja
Szülei Levendel László (1920–1994) író, orvos és Lakatos Mária voltak. Testvére Levendel Ádám szociológus (1947). 1962 óta férje Horgas Béla (1937–2018) költő. Gyermekei: Horgas Péter (1963) díszlet- és jelmeztervező, Horgas Eszter (1965) fuvolaművész, Horgas Ádám (1969) rendező, Horgas Judit (1974) irodalmár.

## Művei
- A szellem és a szerelem. József Attila világképe (tanulmányok, Horgas Bélával, 1970)
- A gyerekek másképp olvasnak (tanulmányok, Horgas Bélával és Trencsényi Lászlóval, 1976)
- Horgas Béla–Levendel Júliaː Gyerekek között. Gyereknek lenni. Ki kit nevel? Szereposztás. Apa-fejjel. Nyitott család. Értékrend; Gondolat, Budapest, 1977
- Nyomolvasás (tanulmányok, Horgas Bélával, 1978)
- Így élt Karinthy Frigyes (1979)
- Horgas Béla–Levendel Júliaː Irodalmi feladatlapok; Tankönyvkiadó, Budapest, 1979
- Horgas Béla–Levendel Júliaː Irodalom; Tankönyvkiadó, Budapest, 1979
- 222 szép magyar vers; vál., szerk. Horgas Béla és Levendel Júlia; Móra, Budapest, 1980
- Ez most a divat. Tanulmányok, esszék, cikkek, versek, novellák; szerk. Horgas Béla, Levendel Júlia; Gondolat, Budapest, 1981
- Négykezes (széppróza, Horgas Bélával, 1982)
- Szemfényvesztés (regény, 1982)
- Így élt Anton Csehov (1983)
- Pár-sor I.-VI. (műhelynapló, Horgas Bélával, 1983-1985)
- Így élt Kosztolányi Dezső (1985)
- Összejátszás (regény, 1985)
- Miért e lom? (esszék, elbeszélések, 1986)
- Vörösmarty Mihály (összeállította, 1989)
- Leveleskönyv. Egy korszak töredékei, 1956-88; vál., összeáll. Horgas Béla és Levendel Júlia; Téka, Budapest, 1989 (Liget könyvek)
- Szabad vagy (regény, 1989, 1994)
- Verses öröknaptár (1991)
- Horgas Béla–Levendel Júliaː Irodalom a műszaki szakközépiskola és a szakközépiskola IV. osztálya számára; Tankönyvkiadó, Bp., 1991
- A kor lelke; szerk. Levendel Júlia, Horgas Béla, Bohus Magda; "Egészség" Alkoholmentes Rehabilitációs Egyesület, Budapest, 1991
- Időzés (novellák, esszék, 1991)
- Az Ínség Jósnőhöz látogat (regény, 1991)
- Szerelmeink; vál. Bohus Magda, Horgas Béla, Levendel Júlia; Liget Műhely Alapítvány, Budapest, 1992 (Liget könyvek)
- Legalább (Horgas Bélával, 1993)
- Ész és áhítat (1995)
- Lemerülés (novellák, 1995)
- Sóvárgás (esszék, visszaemlékezések, 1997)
- Visszaszámlálás (1998)
- Földön futó füst (regény, 1999)
- A többség mégis leér (novellák, 2000)
- Megijesztenéd a vidám madarakat? (regény, 2001)
- Hát amint fölállok (2001)
- Levendel Júlia–Horgas Bélaː A sérült tintahal; Liget Műhely Alapítvány, Budapest, 2003 (Liget könyvek)
- Pannonráma I.-II. (2004)
- Őrizd meg (2005)
- Hajózhatnék (2005)
- Bolyongás hajnalban (2006)
- Tett-e még a gondolat? (esszék, 2007)
- Horgas Béla–Levendel Júlia: Réskeresés. Négykezes; Liget Műhely Alapítvány, Budapest, 2009 (Liget könyvek)
- Levendel-gyűjtemény; kurátor Lorányi Judit, szerk. Levendel Júlia; BTM Fővárosi Képtár–Kiscelli Múzeum, Budapest, 2009
- Verses öröknaptár; szerk. Horgas Béla, Levendel Júlia, Horgas Judit; 4. átdolg. kiad.; Liget, Budapest, 2009 (Liget könyvek)
- Vigyél át, révészem; szerk. Horgas Béla, Levendel Júlia, Horgas Judit; Liget Műhely Alapítvány, Budapest, 2011
- Fénycsóva lobbant; szerk. Horgas Béla, Levendel Júlia, Horgas Judit; Liget Műhely Alapítvány, Budapest, 2012
- Testet ölt; szerk. Horgas Béla, Levendel Júlia, Horgas Judit; Liget Műhely Alapítvány, Budapest, 2013
- Hon a hazában; szerk. Horgas Béla, Levendel Júlia, Horgas Judit; Liget Műhely Alapítvány, Budapest, 2014
- Ligetszépe II.; vál., jegyz. Horgas Judit, szerk. Levendel Júlia; Liget Műhely Alapítvány, Budapest, 2017